# 박계영
박계영(1965년 ~ )은 한국의 여자 농구 선수였다. 신장은 165cm이며 3점슛이 뛰어난 장거리 슈터였다. 숭의여자중학교와 성덕여자상업고등학교를 졸업하고 1984년 실업팀 동방생명(현 삼성생명)에 지명되어 입단했다.

## 경력
- 숭의여자중학교
- 성덕여자상업고등학교
- KCU실용영어학 전공
- 동방생명
- 삼성생명